# انیس سلوم
اَنیس سَلّوم (۱۸۶۲ – ۱۲ دسامبر ۱۹۳۱) آموزگار، نویسنده و شاعر سوری و عضو فرهنگستان علمی عربی در دمشق بود.

## زندگی و آثار
نسب کاملش «انیس بن ناصیف بن نعمة بن سلیمان» ذکر شده است. در حمص زاده شد و نخستین آموزش‌ها را همان‌جا دریافت. در اواخر سال ۱۸۶۹م همراه خانواده‌اش به حماه کوچید. پدرش واعظ کلیسای انجیلی نوین بود. سلّوم به مدرسه عبیه در جبل لبنان رفت و آنجا آموزش نظامی و علوم عربی یافت. در سال ۱۸۷۷م از آن مدرسه فارغ‌التحصیل شد و به حماة برگشت. آموزگار برخی مدارس ابتدایی آنجا شد و کتاب‌های درسی مختصر در صرف و نحو، بیان و منطق نگاشت. موجز فی علم الإجتماع، موجز فی علم النفس، موجز فی علم الإقتصاد از آثاری اوست، نظم و نثرهایی از او نیز به جای مانده است. 